# Баранова Євгенія Олегівна
Євгенія Олегівна Баранова (26 березня 1987) — російська поетеса, прозаїк. 

## Життєпис
Народилась 26 березня 1987 року в Херсоні у родині вчителів, але сім'я майбутньої письменниці проживала й проживає на території Великої Ялти, тому своїм рідним містом Євгенія вважає саме Ялту. У 2004 році закінчила із золотою медаллю Кореїзську загальноосвітню школу. У 2011 закінчила Севастопольський національний технічний університет зі ступенем магістра інформаційних керуючих систем та технологій.

## Творча діяльність

### Участь у літературних заходах
- Фіналіст Іллі-премії[ru] (2006)[1][2].
- Друга премія на Міжнародному поетичному конкурсі «Срібний стрілець» (2008)[3].
- Учасник «Київських Лаврів» (2009, 2013, 2016)[4].
- Переможець Міжнародного літературного конкурсу «Узгодження часів» (2010)[5].
- Лауреат таких всеукраїнських та міжнародних фестивалів, як «Альгамбра» (2003, Сімферополь), "Підкова Пегаса" (2006, Вінниця)[6], «Сінані-Фест» (2008, Ялта)[7], «Фокус» (2010, Харків), спеціальний приз Центру соціальніх програм компанії РУСАЛ на фестивалі «Ватерлінія» (2012, Миколаїв)[8].
- Учасник Наради молодих письменників при Спілці письменників Москви (2015)[9].

У 2010 році взяла участь у літературній частині міжнародного проекту «Жінка-3000». У грудні 2010 стала переможцем (друга премія) Міжнародного конкурсу короткої прози «Стословие»(рос.), за підсумками якого конкурсний твір було опубліковано в журналі Вікно (Дублін, Ірландія) . 30 липня 2011 відбувся авторський вечір Євгенії Баранової у фестиваль-ресторації «Диван» у Києві. У листопаді 2011 році взяла участь в антології жіночої поезії проти гендерного насильства «Із жертв в ліквідатори», а також у виїзному турі авторів антології по Донбасу, що відбувся у квітні 2012 року. Після виходу першої друкованої книги «Том 2-ий» навесні 2012 розпочала презентаційній тур Україною, що включав виступи-презентації у Києві, Херсоні, Миколаєві, Сімферополі, Дніпрі, Луганську, Білій Церкві та Ялті. Також у 2012 взяла участь у Міжнародному проекті літературного угруповання СТАН «Артодром», у ході якого був створений унікальний комікс за романом Сергія Жадана «Ворошиловоград». Восени 2012 року у складі делегації СТАНа представляла проект «Артодром» на фестивалі літературних фестивалів «Контекст» в межах XIX Міжнародного Форуму Видавців у Львові.

### Публікації
- «Лікбез» [Архівовано 31 березня 2016 у Wayback Machine.]
- «Нова реальність»
- «Діти Ра» [Архівовано 10 квітня 2012 у Wayback Machine.]
- «Південне сяйво»
- «Нова Література» [Архівовано 12 травня 2013 у Wayback Machine.]
- «45-паралель» [Архівовано 26 червня 2012 у Wayback Machine.]
- «Пролог»
- «Гостиная» [Архівовано 24 червня 2014 у Wayback Machine.]

### Неповна бібліографія
- Літературна антологія «Лицем до лиця» ISBN 966-508-258-2 (Донецьк, 2006)
- Антологія «Хроніки повстанського руху» (Літературне Об'єднання СТАН), ISBN 966-678-188-3 (Луганськ, 2006)
- Літературна збірка «Срібний Стрілец-2008», ISBN 978-966-171-048-0 (Київ, 2008)
- Альманах «Ілля», випуск 7, ISBN 978-5-903321-39-1, (Москва, 2008)
- Альманах «Каштановий дім», ISBN 5-8292-0379-0 (Київ, 2009)
- Поетична антологія «Август», ISBN 978-5-903321-53-7 (Москва, 2009)
- Поетична антологія «Узгодження часів-2010», ISBN 978-3-941157-40-8 (Берлін, 2010)
- Антологія «45-ая паралель», ISBN 978-5-91-865-026-4 (Москва, 2010)
- Антологія жіночої поезії «Із жертв в ліквідатори», ISBN 978-966-678-364-9 (Луганськ, 2011)
- Поетична збірка «Літ-Ё», ISBN 978-966-8604-88-1 (Харків, 2012)
- Антологія російської поезії «Поезія третього тисячоліття» ISBN 978-3-8442-2213-5 (Берлін, 2012)
- Поетична збірка Євгенії Баранової «Том 2-ий», ISBN 978-966-442-072-0 (Севастополь, 2012)